# Ranieri (vescovo di Firenze)
Ranieri (XI secolo – 12 luglio 1113) è stato il vescovo di Firenze a partire dal 1071, documentato però con sicurezza solo dal 1072. Succeduto ad Elinando, il suo episcopato durò fino al 1113, ben 42 anni, e dopo di lui fu scelto Gottifredo degli Alberti.

## Biografia

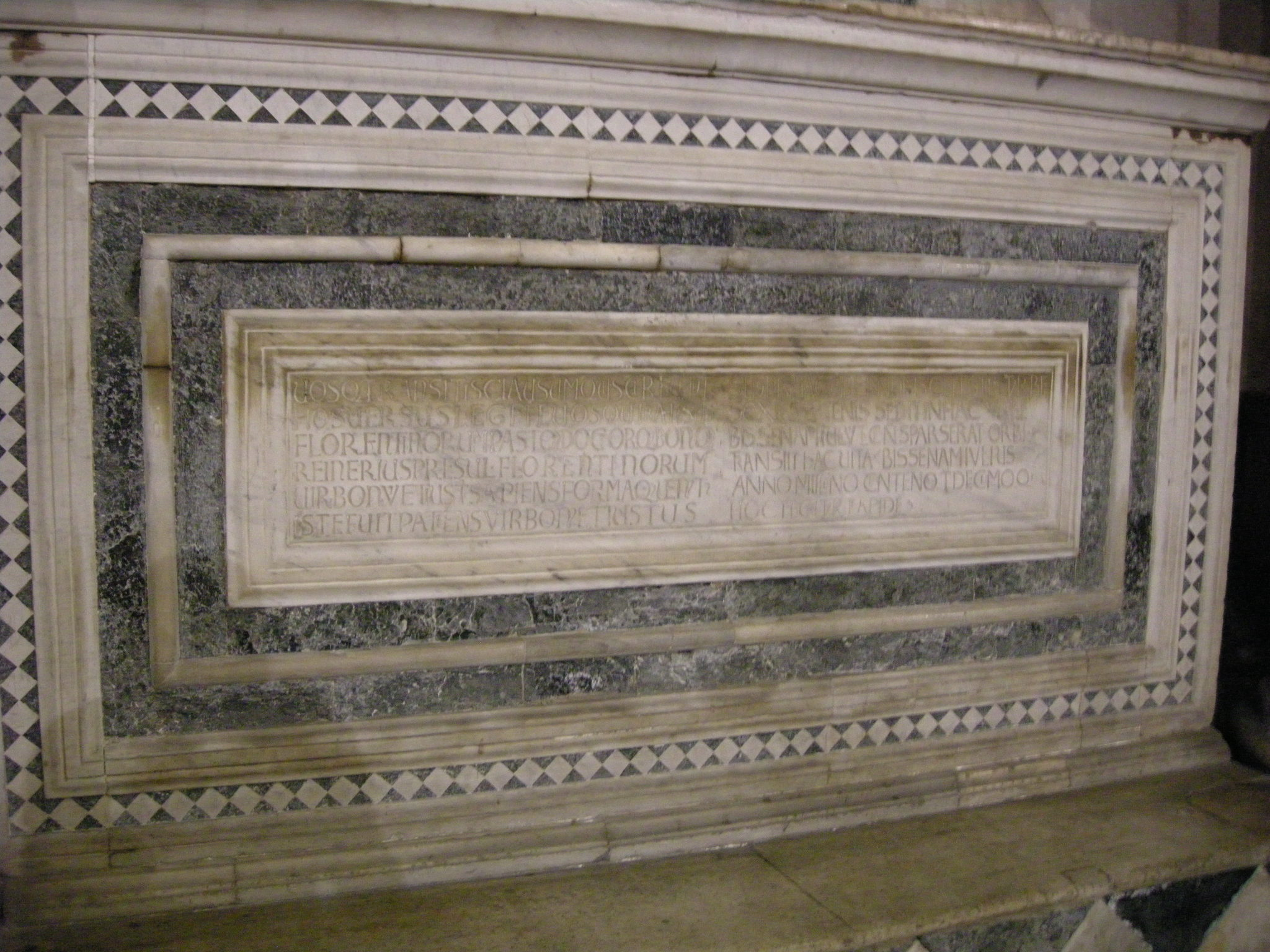
Iscrizione sulla tomba di Ranieri, Battistero di San Giovanni (Firenze)

Nel novembre del 1073 tenne un sinodo diocesano in Santa Reparata.
Personaggio di notevole personalità e ingegno, si rifiutò, in piena lotta per le investiture, di sostenere Enrico IV, come lo esortava l'arcivescovo di Ravenna Guilberto (poi antipapa Clemente III), e rimase sempre fedele a papa Gregorio VII. 
Venne sepolto nel battistero di Firenze, vicino all'altare maggiore. L'iscrizione sul sarcofago è in esametri leonini.